# Kai Owens
Kai Owens (* 16. August 2004 in Lu’an, Volksrepublik China) ist eine US-amerikanische Freestyle-Skierin. Sie startet in den Buckelpisten-Disziplinen Moguls und Dual Moguls.

## Werdegang
Owens belegte in der Saison 2018/19 den dritten Platz in der Moguls-Disziplinenwertung und bei den Juniorenweltmeisterschaften 2019 in Chiesa in Valmalenco den sechsten Platz im Dual Moguls. Ihr Debüt im Freestyle-Skiing-Weltcup hatte sie im Januar 2020 in Tremblant, welches sie auf dem 11. Platz im Moguls beendete. In der Saison 2020/21 kam sie im Weltcup dreimal unter die ersten Zehn und errang damit den vierten Platz im Moguls-Weltcup. Dabei holte sie im Dual Moguls in Deer Valley ihren ersten Weltcupsieg. Beim Saisonhöhepunkt, den Weltmeisterschaften 2021 in Almaty, wurde sie Zehnte im Dual Moguls und Sechste im Moguls. In der folgenden Saison kam sie in Ruka und Alpe d’Huez jeweils auf den dritten Platz.

## Erfolge

### Weltmeisterschaften
- Almaty 2021: 6. Moguls, 10. Dual Moguls

### Weltcupwertungen
| Saison  | Gesamt | Gesamt | Moguls | Moguls |
| Saison  | Platz  | Punkte | Platz  | Punkte |
| ------- | ------ | ------ | ------ | ------ |
| 2019/20 | 117.   | 7,8    | 24.    | 78     |
| 2020/21 | -      | -      | 4.     | 234    |

### Weltcupsiege
Owens errang im Weltcup bisher drei Podestplätze, davon ein Sieg:
| Datum           | Ort         | Land | Disziplin   |
| --------------- | ----------- | ---- | ----------- |
| 5. Februar 2021 | Deer Valley | USA  | Dual Moguls |

### Nor-Am-Cup
- Saison 2018/19: 3. Moguls-Disziplinenwertung
- 3 Podestplätze, davon 1 Sieg

### Juniorenweltmeisterschaften
- Chiesa in Valmalenco 2019: 6. Dual Moguls